# Yrttivaara

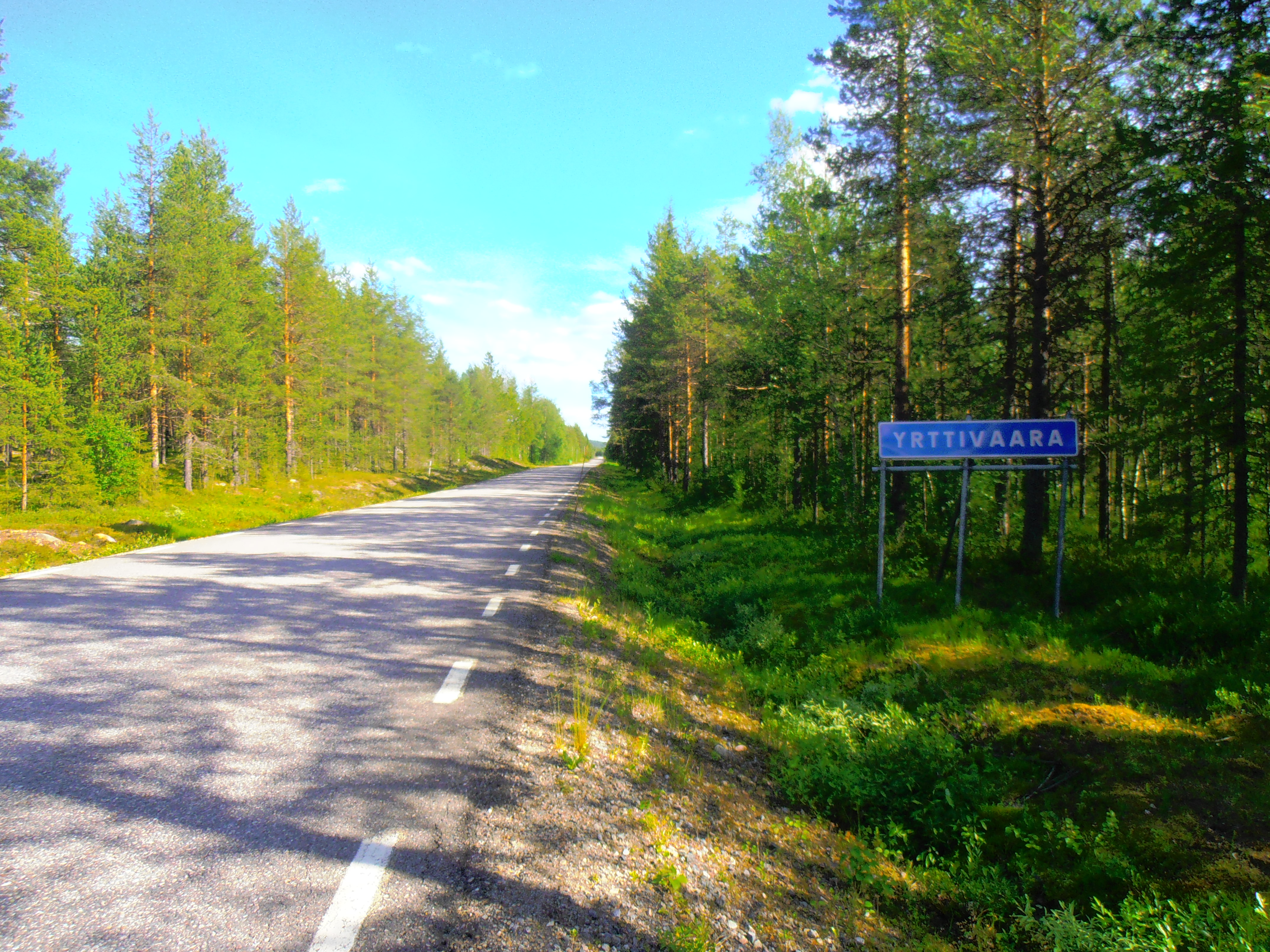
Skylten Yrttivaara vid inresan till orten.
Fotot taget i juni 2016.

Yrttivaara är en ort i Gällivare socken; Gällivare kommun, Norrbottens län. I juni 2016 fanns det enligt Ratsit 36 personer över 16 år registrerade med Yrttivaara som adress. I Yrttivaara bodde Johan Petter Olsson (f.1832) som kallades för "Mäkitalo Johan Pekka". Han gifte sig år 1862 med Katarina Magdalena Mosesson (f.1834). De fick fem barn. Hans hus flyttades 1949 till hembygsområdet i Gällivare och kallas där Yrttivaaragården.
Vid folkräkningen år 1890 fanns det 68 personer som var skrivna i byn Yrttivaara.

## Kända personer från Yrttivaara
- Stig Henriksson, riksdagsledamot för Vänsterpartiet[6]